# بری مورس
بَری مورس (انگلیسی: Barry Morse؛ ۱۰ ژوئن ۱۹۱۸ – ۲ فوریهٔ ۲۰۰۸) هنرپیشه، کارگردان و پدیدآور اهل کشور بریتانیا بود. وی بین سال‌های ۱۹۳۷ تا ۲۰۰۷ میلادی فعالیت می‌کرد.
از فیلم‌ها یا برنامه‌های تلویزیونی که وی در آن نقش داشته است، می‌توان به فراری، احضار و داستان دو شهر اشاره کرد.